# 博格达绍
博格达绍，是匈牙利巴兰尼亚州所辖的一个村。总面积20.99平方公里，总人口295，人口密度14.1人/平方公里（2011年1月1日）。